# Fering
Fering eller Føring er en nordfrisisk dialekt på Før (frisisk Feer). Endnu 3.000 føringer taler fering. Der findes tre før-frisiske varianter. Den vestlige variant (i Vesterlandet) kaldes weesdring, den østlige (i Østerlandet) aasdring og den sydlige (i Boowentaarpen) boowentaareps. Sproget står dog stærkest i øens vestlige egne (Vesterlandet). Førfrisisk er tæt beslægtet med amrumfrisisk på naboøen Amrum.
Den ældste overleverede nordfrisiske litteratur er den før-frisiske ballade A Bai a Redder (på dansk Der dansede en ridder). Balladen fra 1400-tallet er blandet med arkaiske former og ligner tilsvarende danske og nordiske folkeviser. Den første skriftlige dokumentation af fering er oversættelsen af Martin Luthers lille katekismus til Østerland-Førs dialekt fra omkring 1600. Af før-frisiske forfattere kan blandt andet nævnes Arfst Arfsten og Lorenz Conrad Peters.
For at bevare den før-frisiske sprog og kultur etableredes i 1988 Ferring-stiftelsen.
| Fader vor på Fering | |
| Fering | Dansk |
| --- | --- |
| Üsens Aatj uun hemel ! Leet hiligd wurd dan nööm. Leet kem din rik. Leet skä dan wal, üüs uun hemel, so uk üüb a eerd. Üüs doogelk bruad du üs daaling. An ferjiiw üs üsen skilj, üüs uk wi ferjiiv, diar üs uun skilj san. An feer üs ei iin uun a preew. Man liase üs frei faan at iarigs. Dann din as at rik an a kreet An a herelkhaid uun iiwighaid ! Aamen. | Fader vor, du som er i himlene ! Helliget blive dit navn, komme dit rige, ske din vilje som i himlen således også på jorden; giv os i dag vort daglige brød, og forlad os vor skyld, som også vi forlader vore skyldnere, og led os ikke ind i fristelse, men fri os fra det onde. For dit er Riget og magten og æren i evighed ! Amen. |